# Ирма Веп (сериал)
«Ирма Веп» (англ. Irma Vep) — художественный сериал 2022 года режиссёра Оливье Ассаяса, основанный на одноимённом фильме того же режиссёра (1996). Главную роль в нём сыграла Алисия Викандер. Сериал получил высокие оценки критиков.

## Сюжет
Действие сериала происходит на съёмочной площадке во Франции, где идёт работа над ремейком фильма «Вампиры» Луи Фейада. Американская звезда Мира, приехавшая в Европу, чтобы сыграть главную роль в этой картине, замечает, что различия между ней и её персонажем начинают размываться.

## В ролях
- Алисия Викандер — Мира
- Адриа Архона — Лори
- Том Старридж — Иммон
- Ларс Айдингер — Готфрид
- Венсан Макен — Рене Видаль
- Лу Лампрос — Галатея
- Ипполит Жирардо — Робер
- Жанна Балибар — Зои
- Венсан Лакост — Эдмон Лагранж
- Паскаль Греггори — Готье
- Анжелен Прельжокаж — Володя

## Создание и оценки
Работа над «Ирмой Веп» началась в мае 2020 года. Оливье Ассаяс стал не только режиссёром, но и сценаристом. В декабре того же года сериал был официально заказан HBO, стало известно, что главную роль сыграет Алисия Викандер. Съёмки начались 14 июня 2021 года в Иль-де-Франс (в Париже и пригородах) и проходили более 100 дней. На экране появляются Елисейские поля, Монмартр, аэропорт Шарля де Голля и другие значимые места. Премьера состоялась в мае 2022 года на Каннском кинофестивале. С 6 июня по 25 июля на HBO проходил цифровой релиз сериала.
«Ирма Веп» получила высокие оценки критиков — в том числе благодаря игре Викандер. На сайте-агрегаторе отзывов Rotten Tomatoes рейтинг сериала составил 95 % при средней оценке 7,8 из 10. На сайте Metacritic он получил 84 балла из 100, что указывает на «всеобщее признание». Хвалебные рецензии написали Дэниел Д’Аддарио (Variety), Дэниел Файнберг (The Hollywood Reporter), Дэвид Коут (The A.V. Club). Последний назвал «Ирму Веп» «возможно, самым сложным многосерийным фильмом из всех, что когда-либо выпускал HBO». Для Брайана Таллерико (RogerEbert.com) этот сериал — «умный, интригующий взгляд за кулисы и напоминание о том, что Оливье Ассаяс — один из лучших представителей сегодняшней киноиндустрии, и, очевидно, телевидения тоже». Адам Найман (The Ringer) написал в своей рецензии о «постмодернистской утонченности» шоу.